# La légion saute sur Kolwezi
Pour plus de détails, voir Fiche technique et Distribution.
La légion saute sur Kolwezi est un film français de Raoul Coutard, sorti en 1980, relatant les opérations du sauvetage de Kolwezi en 1978. Le film est tiré du livre du même titre, de Pierre Sergent, paru en 1979. Le tournage a lieu en Guyane française et plus précisément dans la ville de Kourou et à proximité. 

## Synopsis
Mai 1978. Des rebelles katangais venant de Zambie et d'Angola attaquent la garnison zaïroise qui fuit sans combattre, s'emparent de Kolwezi et l'isolent du reste du monde. 3 000 coopérants européens et américains sont pris en otage et menacés à tout moment d'un massacre collectif alors que la population de Kolwezi choisit son camp, pour ou contre les insurgés, victimes terrorisées ou meurtriers hystériques.
La France et la Belgique veulent et vont réagir. Mais entre l'attente d'un accord de l'ONU et les tergiversations politiques, les soldats piaffent pendant que les massacres s'amplifient. Finalement les légionnaires parachutistes du 2e R.E.P. sautent sur Kolwezi.
La réaction tardive des coalisés permettra malgré tout de sauver une grande partie des expatriés mais causera des déchirements avec les populations locales abandonnées à leur sort dans une ville remplie de cadavres et détruite en grande partie.

## Fiche technique
- Titre : La légion saute sur Kolwezi
- Réalisateur : Raoul Coutard, assisté de Philippe Charigot
- Scénario et dialogues : André-Georges Brunelin d'après le roman de Pierre Sergent
- Producteurs : Gérard Beytout et Georges de Beauregard
- Musique: Serge Franklin
- Images : Georges Liron
- Montage : Michel Lewin
- Techniciens du son : Vincent Arnardi et Marco Cavé
- Son: Michel Laurent
- Sociétés de production : BELA - FR3 et Société Nouvelle de Cinématographie (SNC) [réf. souhaitée]
- Distributeurs : VMW Vidéo (Brésil)
- Durée : 96 minutes
- Genre : Aventure, drame et guerre
- Date de Sortie : 9 janvier 1980

## Distribution
- Bruno Cremer : Pierre Delbart
- Jacques Perrin : l'ambassadeur Berthier
- Laurent Malet : Philippe Denrémont
- Pierre Vaneck : le colonel Grasseur
- Mimsy Farmer : Annie Debrinn
- Giuliano Gemma : l'adjudant Fédérico
- Robert Etcheverry : le colonel Dubourg
- Jean-Claude Bouillon : Maurois
- Gérard Essomba : Bia Kombo
- Laure Moutoussamy : Élodie
- Patricia Lavidange : Angélique
- Jean-Paul Richepin : Singer
- Pierre Rousseau : Debruyn
- Yan Brian : Loubet
- Eric Sergent : Murat
- Joseph Momo : Niokolo
- Henri Marteau : Chamfort
- Patricia Caffrey : Lindel
- Hervé Jolly
- Patricia Kesser
- Jean Le Mouël
- Jean Seberg (décède pendant le tournage; elle est remplacée par Mimsy Farmer)
- Gérard Sergue